# Kivu
Kivu és una antiga regió de la República Democràtica del Congo. Actualment, Kivu és un llac situat en la frontera entre Ruanda i la República Democràtica del Congo.
El conflicte de Kivu va començar l'any 2004 a l'est del Congo com un conflicte armat entre els militars de la República Democràtica del Congo (FARDC) i el grup de Poder hutu Forces Democràtiques per a l'Alliberament de Rwanda (FDLR) a la República Democràtica del Congo. A grans trets ha consistit en tres fases, la tercera de les quals és un conflicte en curs. Abans del març de 2009, el principal grup combatent contra les FARDC era el Congrés Nacional per a la Defensa del Poble (CNDP). Després del cessament de les hostilitats entre aquestes dues forces, les forces rebels tutsis, abans sota el comandament de Laurent Nkunda, es van convertir en l'oposició dominant a les forces governamentals.